# Adam's Passion
Adam's Passion (Nederlandse titel: Adams passie) is een muziektheaterstuk uit 2015 van Robert Wilson (bedenker, regisseur en choreograaf) en Arvo Pärt (componist). Het stuk, met een duur van circa 90 minuten, is qua genre moeilijk te classificeren en wordt gezien als een gesamtkunstwerk, dat muziek, zang, dans, beweging, licht en scenografie combineert. Centraal staat de Bijbelse figuur van Adam, kort na zijn verdrijving uit het Paradijs. Adam's Passion beleefde zijn première op 12 mei 2015 in Tallinn.

## Ontstaan
Robert Wilson hoorde Pärts muzikale composities voor het eerst in de vroege jaren 1980 en voelde zich direct aangetrokken tot diens muziek, die naar Wilsons zeggen "geestelijke ruimte" schept. Omstreeks 2010 waren beiden aanwezig in de Sixtijnse Kapel (Vaticaanstad), waar een kinderkoor werken van Pärt ten gehore bracht. Na het concert stelde Wilson aan Pärt voor om samen aan een project te werken, waarop deze antwoordde: "Waarom eigenlijk niet?"
Daarop toog Wilson aan het werk, uitgaande van drie bestaande composities en een speciaal door Pärt geschreven werk, Sequentia. Aangezien Pärts muziek contemplatief van aard is, beperkte Wilson zijn scenografie tot een minimum. Doel was "een ruimte te creëren waarin het publiek de muziek beter zou kunnen beluisteren". Zijn werkwijze bij elk muzikaal onderdeel was als volgt: in het donker en met gesloten ogen luisteren naar de muziek, vervolgens in stilte een toneelbeeld creëren, en ten slotte de muziek combineren met het visuele om te zien hoe ze elkaar beïnvloeden, zonder dat ze elkaar hoeven te illustreren. Zoals bij veel van Wilsons projecten, werd hij bij Adam's Passion bijgestaan door de scenograaf Serge von Arx.
Arvo Pärt noteerde enkele weken voor de première in zijn dagboek: "Ik ben altijd gefascineerd geweest door waarheid die verborgen zit in de tot stilstand gebrachte tijd. [...] Robert Wilson is met deze taal ten diepste vertrouwd. Het grijpt mij aan dat hij met zijn grote kunst naar ons toe gekomen is."

## Structuur
Adam's Passion bestaat uit de volgende muzikale delen:
- Sequentia (2014; muziekstuk voor strijkers en percussie, geschreven voor Adam's Passion en opgedragen aan Robert Wilson);
- Adam's lament (2009; gemengd koor en strijkorkest);
- Tabula rasa (1977; 2 soloviolen, geprepareerde piano en strijkorkest);
- Miserere (1989; koorwerk).

## Verhaal
Nadat Adam ("de man") langzaam zijn hand heeft uitgestrekt en de vrucht van de boom van kennis van goed en kwaad heeft geplukt, wordt hij uit de Hof van Eden verdreven en aan zijn lot overgelaten in de woestenij. Hier ontvangt hij visioenen van toekomstige verschrikkingen die door mensen worden begaan en ondergaan, als gevolg van de zondeval. Uiteindelijk blijft hem geen andere keuze dan te pleiten voor Gods liefde en vergeving.

## Uitvoeringen
De premièrevoorstelling vond plaats op 12 mei 2015 in de Noblessner Foundry in de Estse hoofdstad Tallinn, een voormalige Sovjet-scheepswerf voor onderzeeërs. Daarna volgden nog vier voorstellingen op dezelfde locatie op 13, 14, 15 en 16 mei. Uitvoerende musici bij de première waren: het Kamerorkest van Tallinn (Tallinna Kammerorkester), het Kamerkoor van de Estlandse Filharmonie (Eesti Filharmoonia Kammerkoor) en diverse solisten, onder leiding van Tõnu Kaljuste. Als voornaamste acteurs/dansers traden op Michaelis Theophanous (Adam/de man) en Lucinda Childs (de vrouw). De productie werd internationaal enthousiast ontvangen. De Frankfurter Allgemeine Zeitung sprak van een eerste samenwerking tussen "twee grootmeesters van de slowmotion, die perfect met elkaar harmoniëren".
Van de première werd een filmregistratie gemaakt, die in 2016 te zien was in onder andere Boedapest en Montréal. De film werd tevens uitgezonden op ARTE en andere televisiekanalen, en is in 2015 door Accentus Music uitgebracht op DVD.
In maart 2018 werd Adam's Passion uitgevoerd in het Konzerthaus Berlin, opnieuw met het Estlands Filharmonisch Koor, begeleid door het Konzerthausorchester Berlin. De Italiaanse première door het Teatro dell'Opera di Roma vond plaats op 31 maart 2023 in het Centro Congressi La Nuvola in Rome. Ook hier werden de hoofdollen vertolkt door Michalis Theophanous en Lucinda Childs, en stond het orkest onder leiding van Tõnu Kaljuste. De Italiaanse muziekjournalist Alissa Balocco gaf de uitvoering te Rome vier sterren en roemde met name de perfecte integratie van Wilsons bewegingstheater en Pärts muziek.

## Varia
Eveneens in 2015 verscheen een filmdocumentaire over Arvo Pärt, grotendeels opgenomen tijdens de productie en repetities van Adam's Passion. De film van de Duitse regisseur Günter Atteln is getiteld Arvo Pärt/Robert Wilson: The Lost Paradise en is uitgebracht op Accentus Music.